# 유상 (하간왕)
하간왕 유상(河間王 劉尙, ? ~ ?)은 중국 전한의 황족 · 제후왕으로, 마지막 하간왕이다. 하간혜왕 유량의 아들이다.
아버지가 하간혜왕 27년(기원전 6년)에 죽어 하간왕을 계승했고, 하간왕 상 14년(9년) 왕망이 전한을 멸하고 신나라를 세우면서 공작으로 작위가 깎였으며 이듬해에 작위를 잃었다.